# Bruchidius sugonjaevi
Bruchidius sugonjaevi is een keversoort uit de familie bladkevers (Chrysomelidae). De wetenschappelijke naam van de soort werd in 1975 gepubliceerd door Ter-Minassian.